# Alina Pash

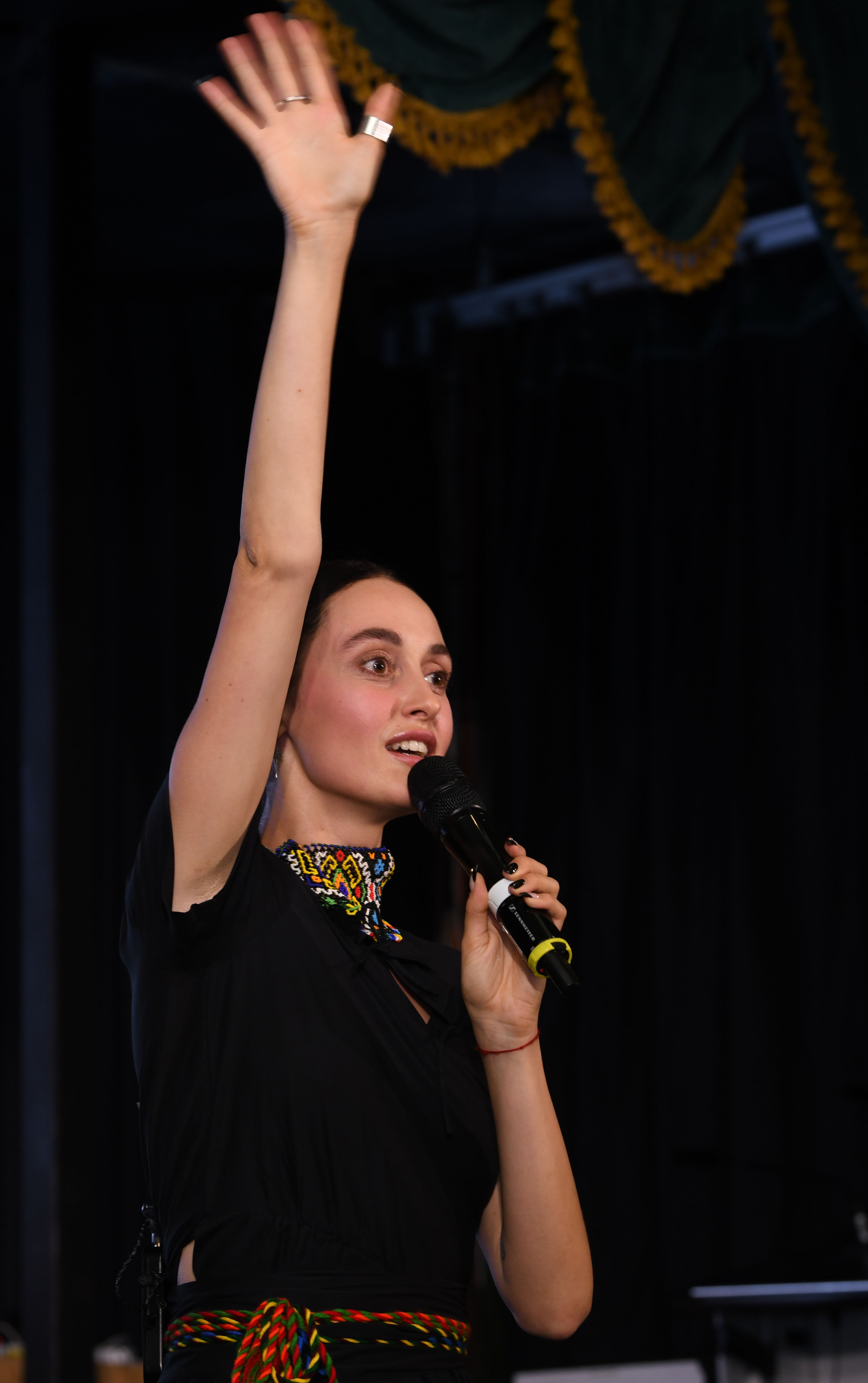
Alina Pash Toronto 2019

Alina Pash (ukrainisch Аліна Іванівна Паш Alina Iwaniwna Pasch; * 6. Mai 1993 in Buschtyno, Oblast Transkarpatien, Ukraine) ist eine ukrainische Sängerin und Rapperin. Sie gewann 2022 den ukrainischen Vorentscheid zum Eurovision Song Contest, Widbir, mit ihrem Lied Shadow of Forgotten Ancestors/Тіні забутих предків (Tini sabutych predkiw), verzichtete in weiterer Folge allerdings auf die Teilnahme beim ESC.

## Leben und Karriere
Alina Pash wurde in den ukrainischen Karpaten geboren.
2015 nahm sie an der sechsten Staffel von X Factor Ukraine teil und belegte dort den dritten Platz. Ihre erste Single, Bitanga, erschien 2018, 2019 folgte das Studioalbum Pintea: Hory. Im April 2021 erschien ihr Album Rozmova. Ihr Stil ist eine Mischung aus Hip-Hop und ukrainischer Volksmusik, üblicherweise singt sie auf ihrer Muttersprache Ukrainisch.
Im Februar 2022 nahm sie am ukrainischen Vorentscheid für den Eurovision Song Contest 2022, Widbir, teil. Im Finale am 12. Februar 2022 belegte sie den ersten Platz bei der Jury und den zweiten bei der Zuschauerabstimmung und konnte somit den Vorentscheid für sich entscheiden. Sie hätte nunmehr die Ukraine beim Eurovision Song Contest 2022 in Turin vertreten sollen, wo sie im ersten Halbfinale am 10. Mai angetreten wäre. Allerdings verzichtete sie am 16. Februar 2022 auf die Teilnahme, nachdem bekannt wurde, dass sie anscheinend 2015 illegal die von Russland annektierte Halbinsel Krim besucht hatte.

## Diskografie

### Alben
- 2019: Pintea: Hory
- 2019: Pintea: Misto
- 2021: Rozmova
- 2024: Alina Pash

### Kollaborationen
- 2024: Nikoly. S4e raz (mit Zbaraski)

### EPs
- 2020: Amerikraine Dream
- 2021: Норов (mit Pahatam)
- 2023: Goira
- 2024: Esbat

### Singles (Auswahl)
- 2018: Bitanga
- 2018: Oinagori
- 2019: Босорканя
- 2019: Падло (mit Alyona Alyona)
- 2020: N.U.M.
- 2020: Делай как я
- 2021: Мотанка (mit Pahatam)
- 2021: Witch (mit Apashe)
- 2021: אנפולאו לכולם (mit יותם אבני)
- 2022: Shadows of Forgotten Ancestors
- 2022: Перед світанком (mit POSITIFF & Michelle Andrade)
- 2024: Full Moon (mit Schrotthagen)